# 乳搾り

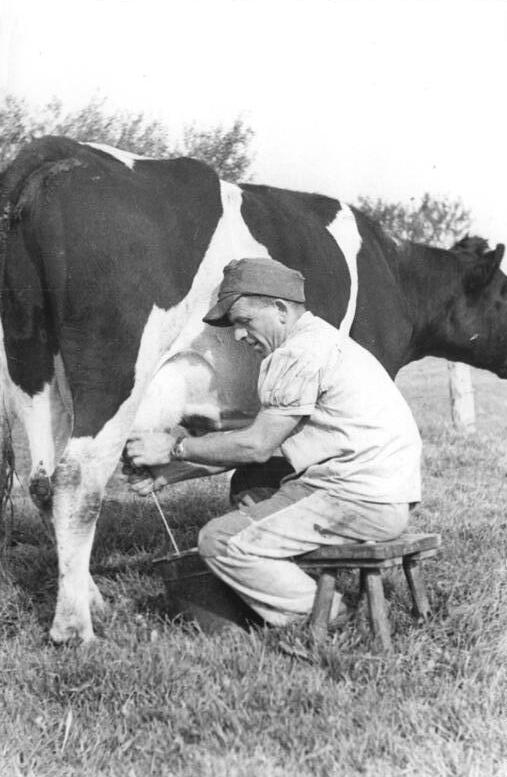
牛の乳搾りを行う人。

乳搾り（ちちしぼり、Milking）は、牛や羊といった家畜の搾乳行為、およびその仕事に従事する人々を指す呼称。

## 歴史
人類は先史時代より家畜化した牛や山羊から乳汁を採取していたと考えられるが、乳搾りに関するもので最古のものとしてはシュメールに残る約5000年前の搾乳のレリーフである。こうした技術はエジプト、ヨーロッパ、アジアへ伝播し、11世紀にはヨーロッパにおいて乳搾りが職業としての定着を見せた。
現代では牧場体験のひとつとして乳搾りを実施する場合があるが、こうした一種の「遊び」としての乳搾りは中世ヨーロッパですでに行われており、マリー・アントワネットが小トリアノン宮殿にて牛に香水をふりかけて乳搾りを行った話などが知られている。
1960年ごろよりバケットミルカー（搾乳機）が普及し始めると、手作業による乳搾りは次第に衰退していった。後年には、パイプラインミルカーやミルキングパーラーなどの搾乳機・施設のほか、搾乳ロボットを用いる搾乳の自動化により、搾乳作業は機械化されている。

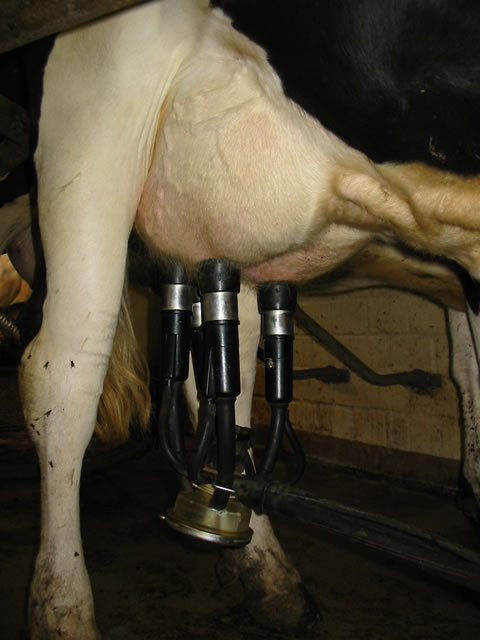
搾乳機
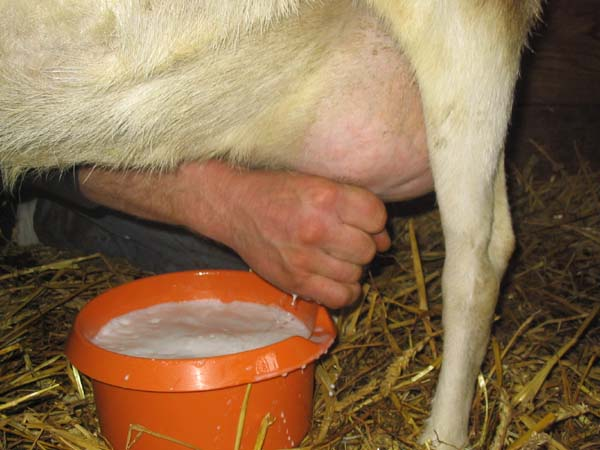
ヤギからの搾乳

## 母乳の搾乳
人間の母乳の場合でも、搾乳を行うことはある。例えば新生児が未熟児として生まれて新生児集中治療室などに入院し、先に退院した母が病院へ母乳を子供に届ける場合、あるいは幼児がなかなか母の乳首から母乳を吸えない場合、乳房の張りが強く母乳を出さないと痛い場合などがある。
普通は手で母乳を搾って母乳パックなどに集めるが、時間が数十分かかって負担も大きいため、早く搾れる電動式搾乳機なども販売されている。

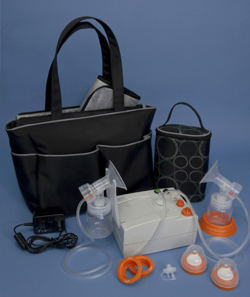
電動式搾乳機
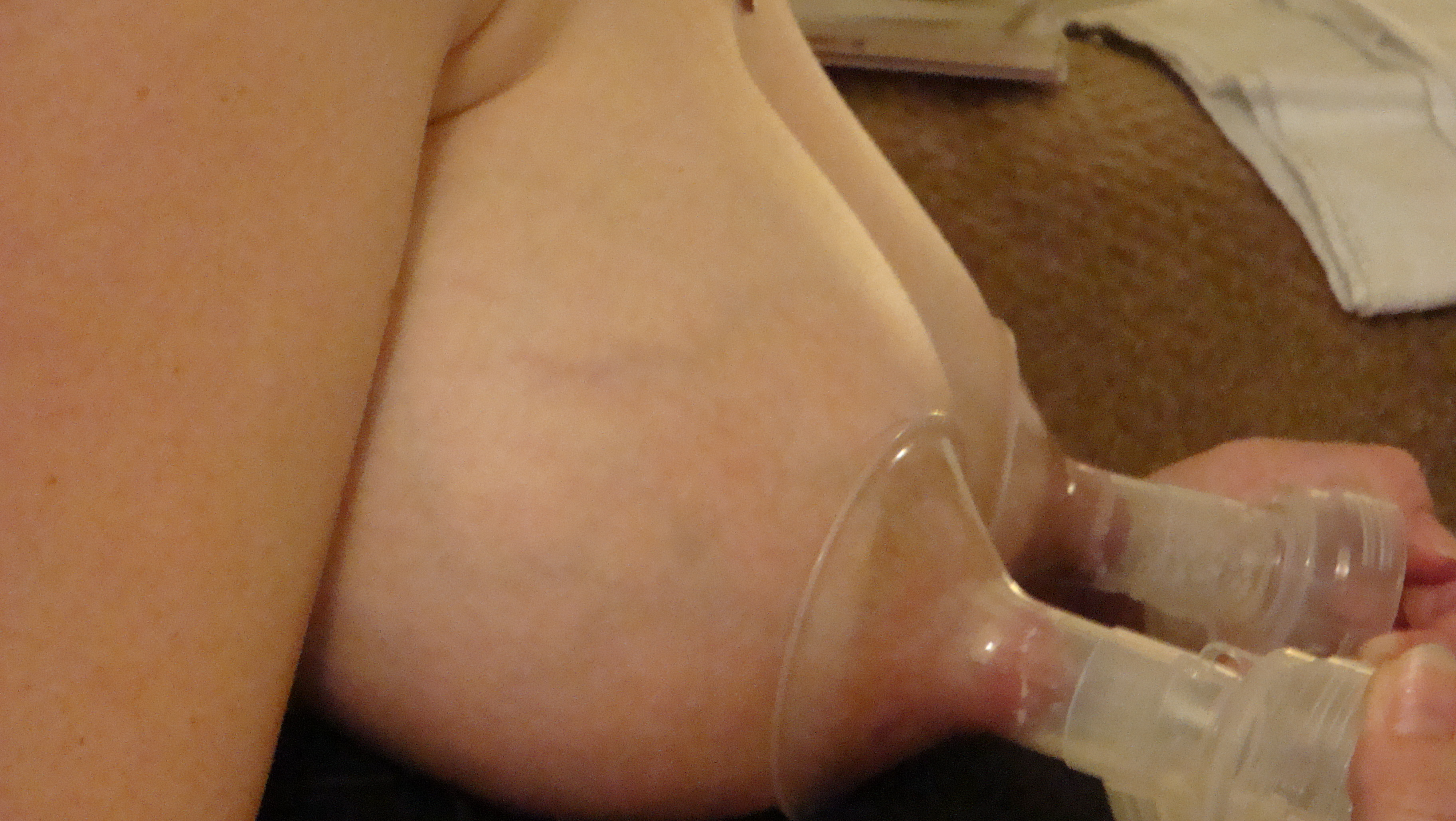
人用の搾乳機